# Louis Cahen d'Anvers
Pour les articles homonymes, voir Cahen.
Pour les autres membres de la famille, voir Famille Cahen d'Anvers.
Louis Cahen d'Anvers, ou Louis de Cahen, né le 24 mai 1837 à Anvers et mort le 20 décembre 1922 dans le 16e arrondissement de Paris, est un banquier français appartenant à la famille Cahen d'Anvers, d'origine juive ashkénaze.
Il est le fils du comte Meyer Joseph Cahen, dit d'Anvers (Bonn, 1804 - Nainville-les-Roches, 1881), et de Clara Bischoffsheim (1810-1876).

## Biographie

### Le financier
Louis Cahen d'Anvers fait partie des grands investisseurs à la Bourse de Paris à la fin des années 1870, avec la famille Lebaudy, Herman Hoskier et le comte de Camondo. Avec les Rothschild, il souscrit en 1881 un paquet de 4 000 actions sur les 10 000 actions émises pour la création de la Société minière et métallurgique de Peñarroya, dont il est le président.
Lors de la faillite de l'Union générale en 1882, il fit partie du petit groupe de grands financiers avec Moïse de Camondo, Rothschild et la Banque de Paris, qui organisent le sauvetage des banques prises dans la crise en montant un fonds spécial de 20 millions de francs.
Son épouse, née Louise Morpurgo (1845-1926), était originaire de Trieste, où l'Union générale avait installé une filiale importante.
Louis et son frère Raphaël dirigent les affaires de la famille et sont spécialisés dans l'Arbitrage international. Avec Émile d'Erlanger, le baron de Königswarter et les Rothschild, Louis figure parmi les hommes les plus fortunés de son temps.

### Famille

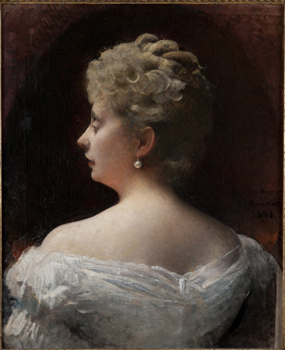
Portrait de son épouse.

Il épouse le 30 juin 1868 Louise Morpurgo (Trieste, 1er avril 1845 - Paris 16e, 21 juin 1926), fille de Joseph Morpurgo et de Elise Parente, et « issue d'une riche et prestigieuse famille (...) qui avait fait de Trieste la capitale des assurances dans l'Europe centrale (...) seule grande ville maritime de l'empire des Habsbourg »,.
Amie de Marcel Proust et de Paul Bourget, dotée d'une grande beauté et d'un fort caractère, elle eut de nombreux amants, dont le collectionneur  et critique d'art Charles Ephrussi, mais ne put être en 1902, comme la rumeur l'a dit, une des maîtresses du roi Alphonse XIII d'Espagne, alors âgé de seize ans - qui néanmoins fut un de ses hôtes dans son château de Champs-sur-Marne - Charles Baudelaire compta parmi ses admirateurs.
Le couple eut cinq enfants : 
- Robert Cahen d'Anvers (Londres, 27 mai 1871 - Cannes, 9 janvier 1933), époux de Sonia Warshawsky, banquier comme son père ; une de ses filles épousa  le banquier Anthony Gustav de Rothschild (en) (1887–1961), de la branche anglaise des Rothschild ;
- Irène Cahen d'Anvers (Bougival, 20 septembre 1872 - Paris 16e, 25 novembre 1963), mariée à Paris 16e le 14 octobre 1891 avec le comte Moïse de Camondo – séparés en 1896 et divorcés le 8 janvier 1902 – puis avec le comte Charles Sampieri (1863-1930), pour lequel elle se convertit au catholicisme mais dont elle divorcera également. Son portrait alors qu'elle était enfant a été peint 1880 par Auguste Renoir. Elle est la mère de Nissim de Camondo et de Béatrice de Camondo, et de son second mariage Claude-Germaine Sampieri (1903-1995), Mme André Dubonnet ;
- Élisabeth Cahen d'Anvers (Paris 8e, 27 décembre 1874 - Auschwitz, 15 avril 1944), portraiturée avec sa jeune sœur Alice par Auguste Renoir, mariée en 1896 avec le comte Jean de Forceville puis en 1904 avec Louis Denfert-Rochereau. Elle fut, malgré une conversion de cinquante années au catholicisme, arrêtée en raison de ses origines juives et disparut à Auschwitz, assassinée par les nazis, dont un fils mort sans postérité ;
- Alice Cahen d'Anvers (Paris 8e, 24 février 1876 - Nice, 9 décembre 1965), portraiturée avec sa sœur Élisabeth par Auguste Renoir, mariée le 22 novembre 1898 avec le général britannique sir Charles Townshend, lord Townshend of Kut, dont postérité ;
- Charles Cahen d'Anvers (Boulogne-Billancourt, 8 septembre 1879 - Saint Jean de Luz, 6 avril 1957), banquier, maire de Champs-sur-Marne, marié à Paris 16e le 15 janvier 1907 avec Suzanne Lévy (1884-1955). Héritier du château de Champs-sur-Marne, il en fit don en  1934 à l'État en lui vendant le mobilier ancien réuni par ses parents. Il est le père de Gilbert Cahen d'Anvers (1909-1995).

« C’est chez leur beau-fils Charles Vere Ferrers Townshend (1861-1924), dans le Norfolk, que Louis et Louise Cahen d’Anvers trouvent refuge pendant la Première Guerre mondiale, avant de rentrer en France et de transformer le château de Champs en hôpital militaire ».

### Un amateur d'art

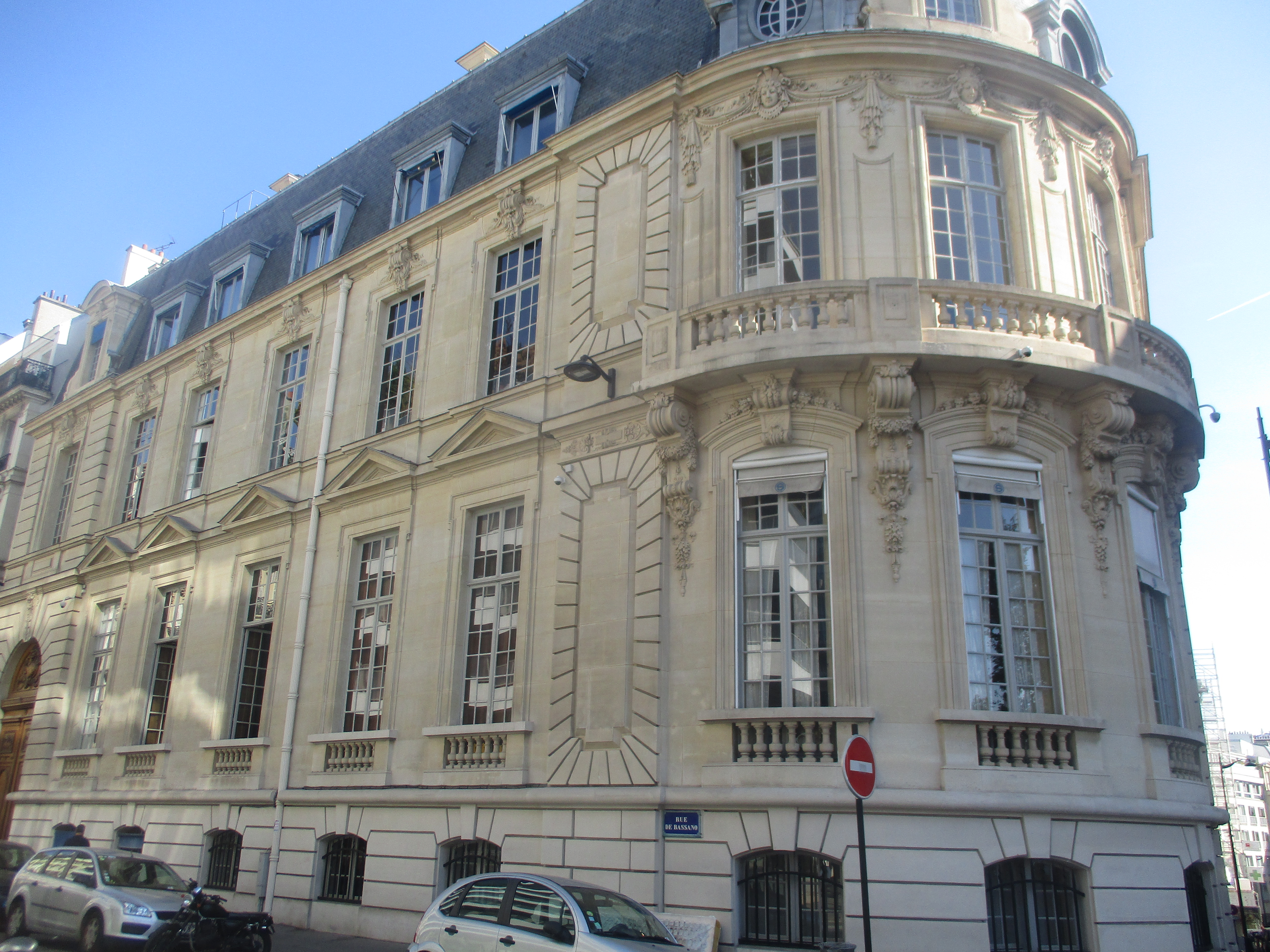
Hôtel Cahen d'Anvers à l'angle de la rue de Bassano et de l'avenue d'Iéna.

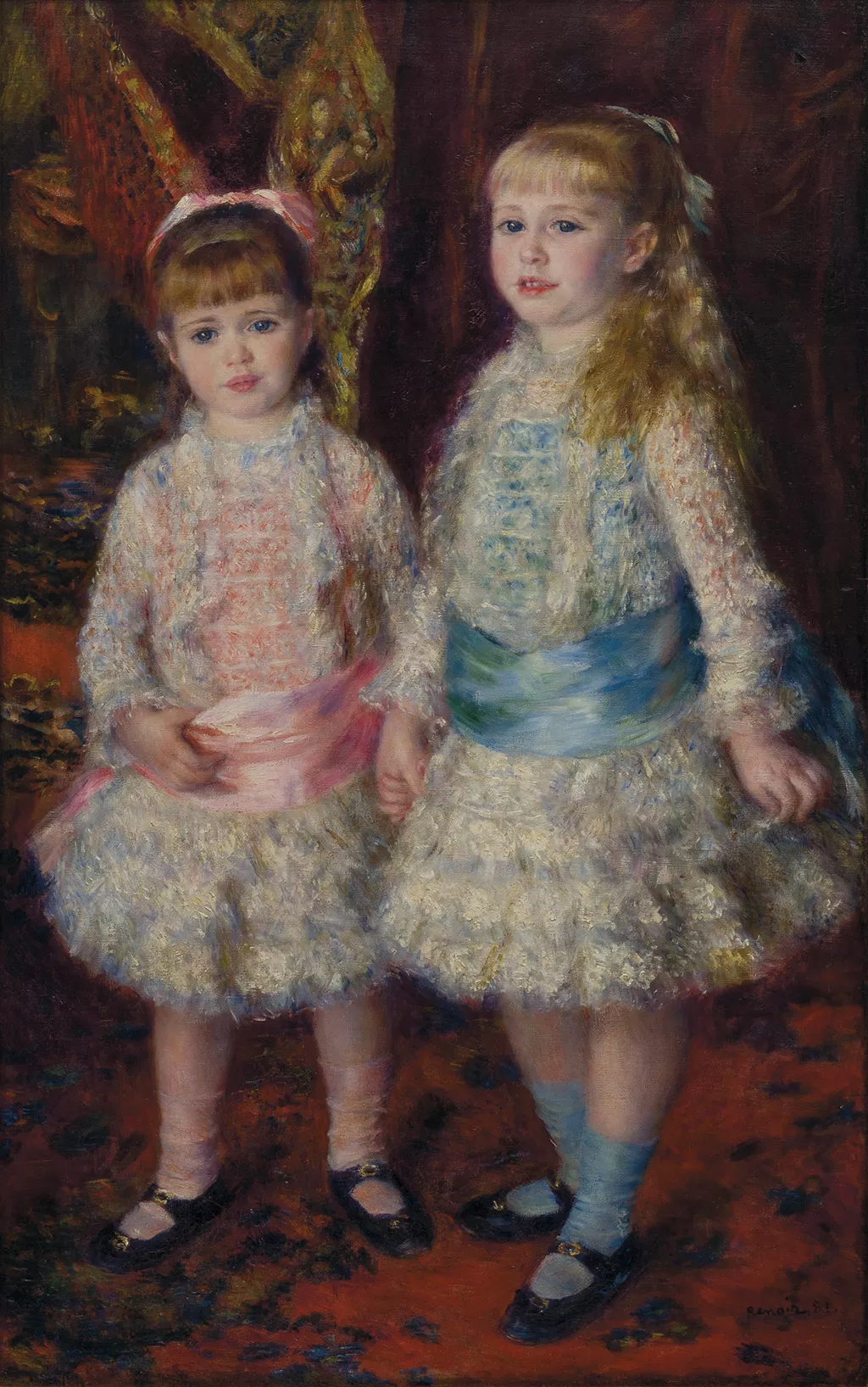
Elisabeth et Alice Cahen d'Anvers, Renoir, 1911.

La famille réside d'abord 66, avenue Montaigne à Paris, puis dans l'hôtel particulier, au 2, rue de Bassano, que les Cahen d'Anvers se font construire dans le style Louis XIV en 1880, par Gabriel-Hippolyte Destailleur, à l'angle de l'avenue d'Iéna, de l'autre côté de la place des États-Unis : « C'est là qu'ils vivaient avec leurs cinq enfants, une domesticité nombreuse, une collection de vases de Chine bleus, des lambris provenant de l'ancien hôtel de Mayenne, des objets d'art des XVIIe et XVIIIe siècles, et des tableaux ».
Les peintres Léon Bonnat et Carolus-Duran furent commissionnés pour réaliser des portraits du comte et de la comtesse (ce dernier au musée Bonnat à Bayonne); Renoir fut chargé d'exécuter les portraits des filles, qui déplurent à leurs parents.

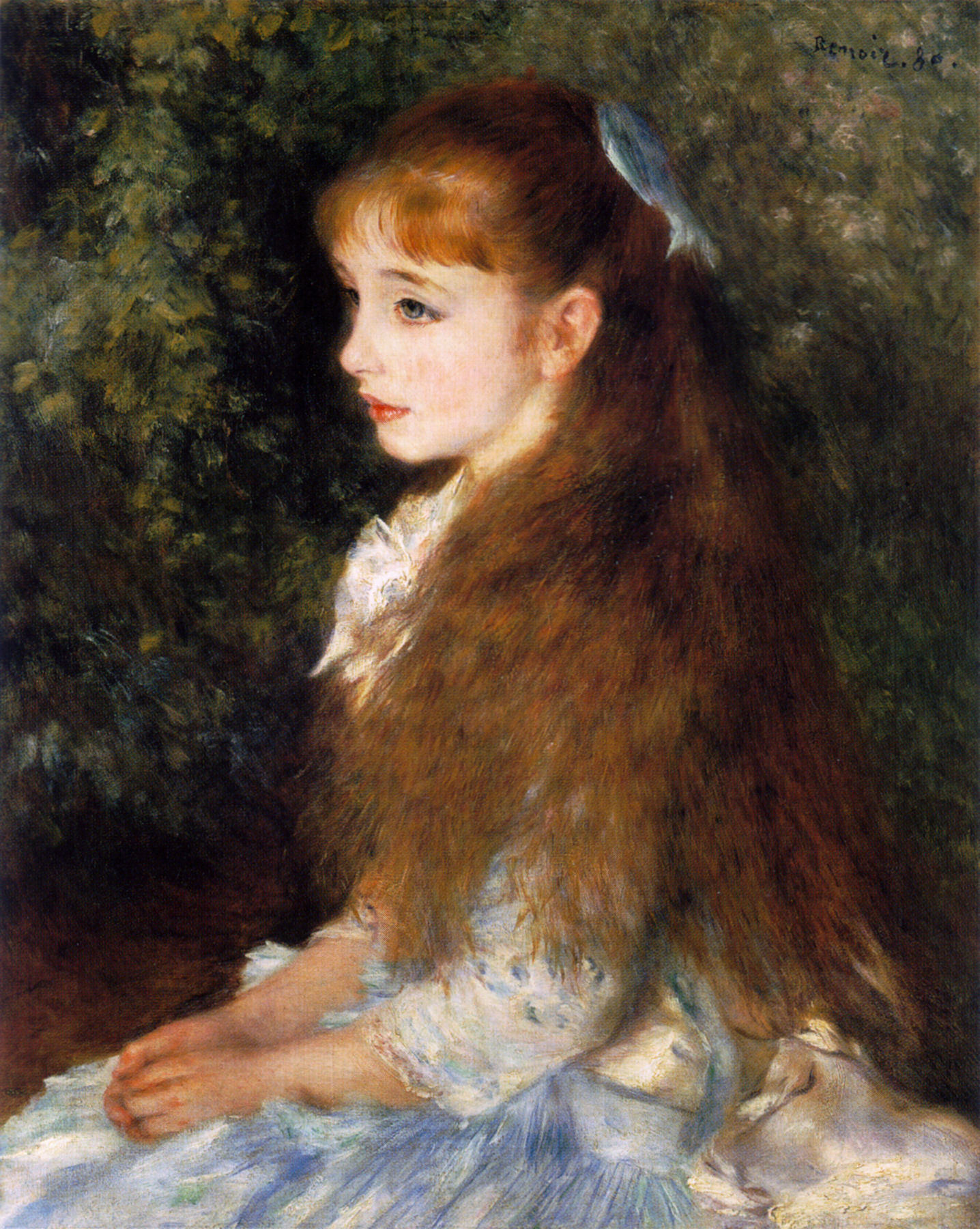
Irène Cahen d'Anvers, Renoir.

Le double portrait d'Élisabeth et d'Alice fut titré Rose et bleue. Celui d'Irène Cahen est considéré de nos jours comme un chef-d'œuvre'. Selon Assouline, ces œuvres ne furent pas du goût des Cahen, qui les reléguèrent dans les communs.
Le portrait d'Irène voyagea : inclus en 1883 dans la première exposition exclusivement consacrée à Renoir par la galerie Durand-Ruel boulevard des Capucines (qui comptait 25 portraits sur  70 tableaux), offert en 1910 à Béatrice de Camondo par sa grand-mère maternelle, volé en 1941 au château de Chambord par les Allemands, confisqué par Goering, puis négocié par le marchand Walter Feuz pour le compte d'Emil Georg Burhle, industriel et collectionneur d'origine allemande naturalisé suisse en 1937, dirigeant de la société d'armement Oerlikon, fournisseur de la Wehrmacht (fondation Burhle, Zurich), qui acquit une douzaine d'autres œuvres ainsi confisquées.
En 1946, La petite fille au ruban bleu fut reconnue dans l'exposition parisienne intitulée « Chefs-d'œuvre des collections françaises retrouvées en Allemagne » par celle qui en avait été le modèle 66 ans plus tôt, et devenue l'unique héritière de sa fille Béatrice Reinach, née Camondo, morte en déportation avec les siens; en conséquence, elle lui fut restituée. En 1949, elle la vendit à un galeriste parisien, qui la céda finalement à Emil Georg Bührle ; l'œuvre est reproduite en couleurs dans le catalogue de l'exposition du centenaire de sa naissance (Skira, 1990, n°52) avec le Portrait d'Alice et d'Élisabeth Cahen d'Anvers du même peintre (1881).

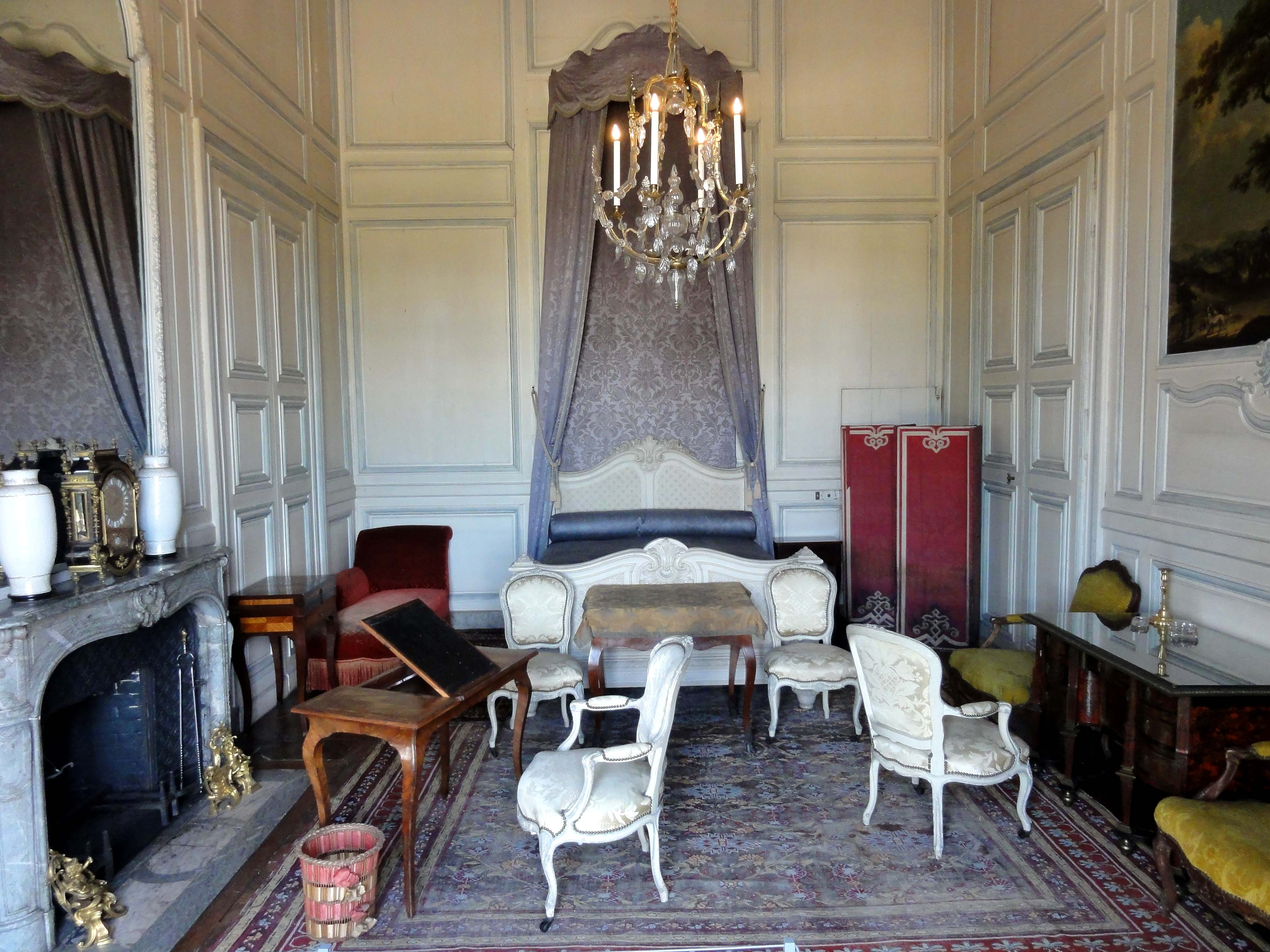
Chambre de Gilbert Cahen d'Anvers au château de Champs-sur-Marne.

En 1895 les Cahen d'Anvers avaient acquis le château de Champs-sur-Marne alors en fort mauvais état, qu'ils firent restaurer par Walter-André Destailleur, pour les bâtiments et Achille Duchêne, pour les jardins, redessinés « à La Française », ornés de nombreuses copies de statues XVIIIe et agrémentés d'une orangerie.
Dans cette demeure richement remeublée, ils reçoivent de nombreuses personnalités dont Marcel Proust, Isadora Duncan, Paul Bourget ou le roi Alphonse XIII d'Espagne . Louise Morpurgo tient ainsi salon tous les dimanches d’été au château de Champs ou rue de Bassano, où elle s’entoure d’un « ensemble remarquable d’artistes, de diplomates et d’hommes de lettres ».
Le couple posséda également le château de « La Jonchère » à Bougival, où naquit en 1872 leur fille Irène.
Tout au long des dernières décennies du XIXe siècle, Louis Cahen d’Anvers et son épouse voyagent sans cesse, notamment en Italie et en Amérique latine en 1893.
« Souffrant d’artériosclérose, Louis Cahen d’Anvers s’éteint le 20 décembre 1922... Son testament, daté du 8 mai 1918, confie à son épouse « l’usufruit pendant sa vie, avec dispense de caution et d’emploi, de la moitié des biens meubles et immeubles » de sa succession. La nue-propriété de son hôtel particulier passe à leur fils aîné, Robert, pendant que celle du château de Champs-sur-Marne va au cadet, Charles... Après la mort de Louis, Robert quitte son appartement du 83, avenue Henri-Martin pour s’établir avec sa mère. Louise de Morpurgo s’éteint le 21 juin 1926, dans l’hôtel de la rue de Bassano, entourée par ses proches et par les objets d’art qu’elle a soigneusement recueillis à travers cinquante années de recherches ».

## Pour approfondir

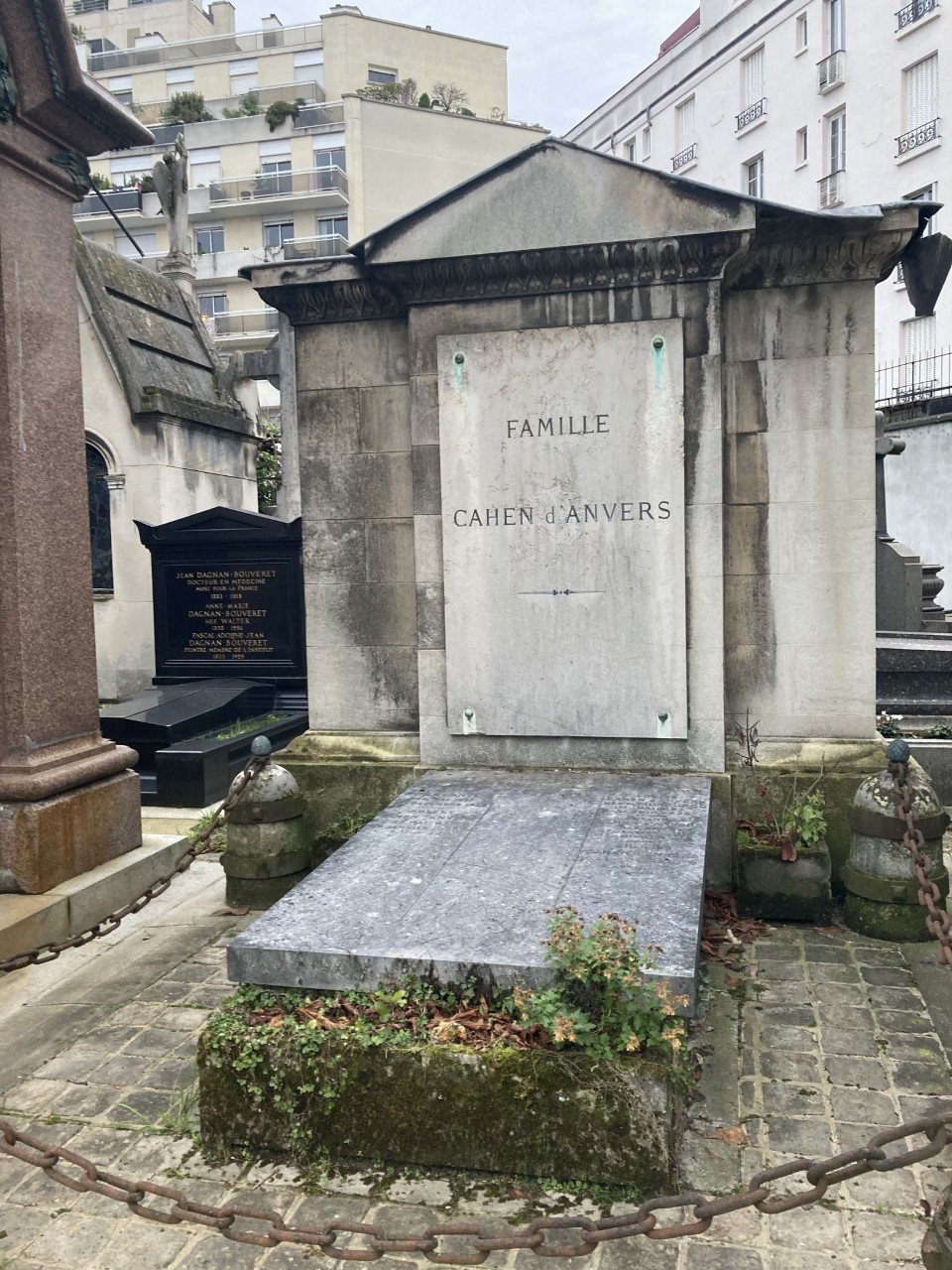
Sépulture au cimetière de Passy.

### Pages connexes
- Famille Cahen d'Anvers - Famille Morpurgo
- Château de Champs sur Marne
- Portrait d'Irène Cahen d'Anvers
- Les Demoiselles Cahen d'Anvers